# Foreign and Commonwealth Office

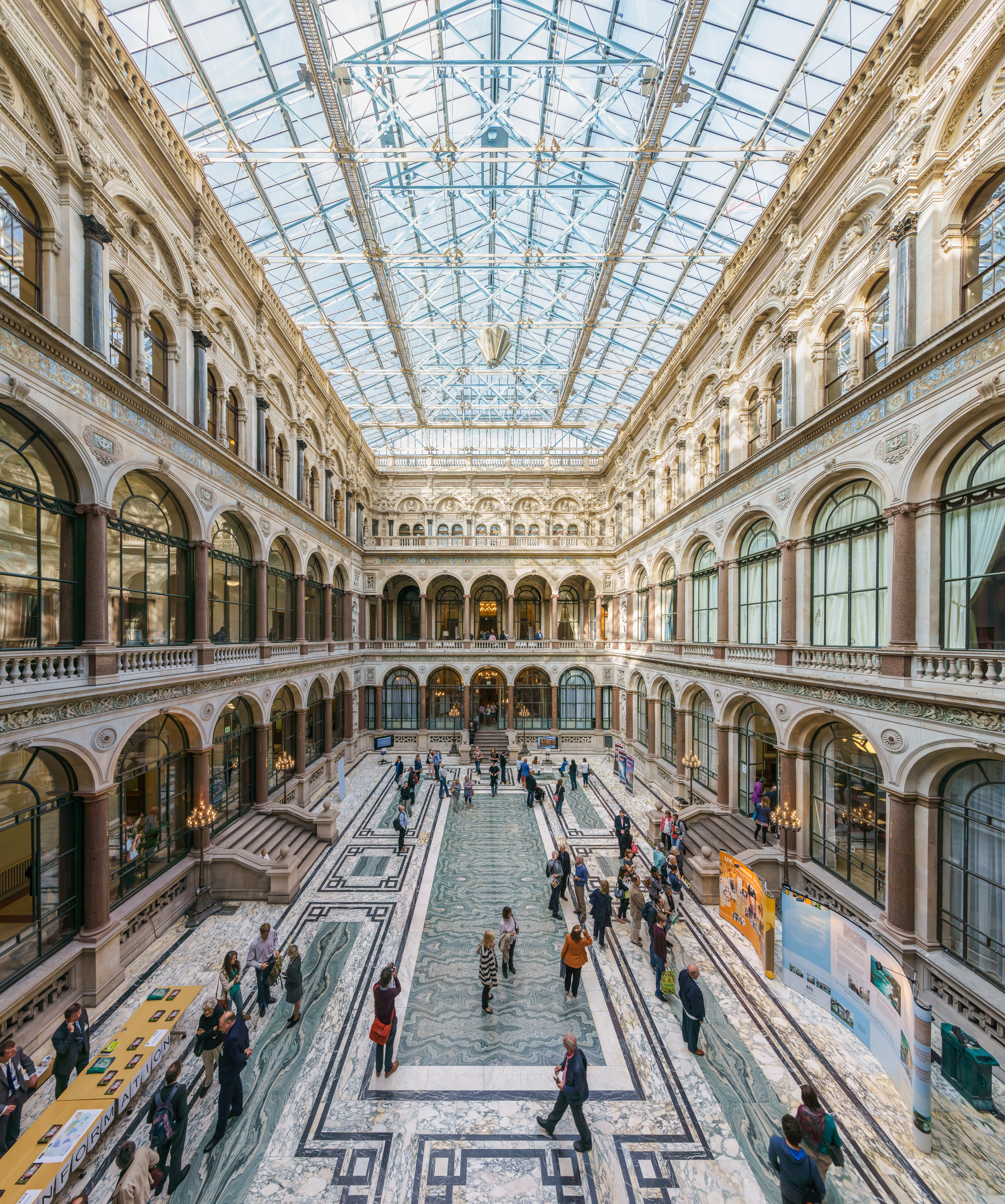
Durbar Court w dawnym India Office

Biuro Spraw Zagranicznych, Wspólnoty Narodów i Rozwoju (ang. Foreign, Commonwealth and Development Office), lepiej znane jako Biuro Spraw Zagranicznych (ang. Foreign Office) lub FCDO – departament rządu Wielkiej Brytanii odpowiedzialny za promocję interesów państwa za granicą. Odpowiednikiem Biura Spraw Zagranicznych w innych krajach jest Ministerstwo Spraw Zagranicznych. Szef biura nosi tytuł Sekretarza Stanu ds. Zagranicznych, Wspólnoty Narodów i Rozwoju (Secretary of State for Foreign, Commonwealth and Development Affairs) zaś popularnie nazywany jest Sekretarzem ds. Zagranicznych (Foreign Secretary). Jego pozycja jest jedną z najbardziej prestiżowych w rządzie brytyjskim (cabinet) po premierze; pozostałe to kanclerz skarbu (Chancellor of the Exchequer) oraz sekretarz ds. wewnętrznych (Home Secretary).
Biuro Spraw Zagranicznych utworzono w marcu 1782, a następna zmiana nazwy nastąpiła po połączeniu Biura Spraw Zagranicznych z Biurem Wspólnoty (Commonwealth Office) w 1968. Najnowsza zmania połączyła Biuro Spraw Zagranicznych oraz Wspólnoty z Departamentem Rozwoju Międzynarodowego w roku 2020 żeby stworzyć teraz zwane Biuro Spraw Zagranicznych, Wspólnoty Narodów i Rozwoju.
Służba zagraniczna składa się z sieci 280 placówek zagranicznych i zatrudnia ponad 17 tys. pracowników (2023).

## Siedziby
Razem z liczynmi ambasadami i konsulatami na całym świecie, Biuro pod swoją kontrolą ma cztery główne siedziby:
- Główny Budynek Biura Spraw Wspólnoty Narodów i Rozwoju, Whitehall, King Charles St, London (w skrócie KCS przez pracowników FCDO).
- Abercrombie House, East Kilbride (w skrócie AH przez pracowników FCDO).
- Hanslope Park, Hanslope, Milton Keynes (w skrócie HSP przez pracowników FCDO). Główna siedziba dla FCDO Services, HMGCC, i Departamentu Bezpieczeństwa Technicznego Tajnej Służby Wywiadowczej Wielkiej Brytanii.
- Lancaster House, St James’s, London. Jest używany głównie do gościnności, przyjmowania zagranicznych dygnitarzy, i mieści Rządową Piwnicę Win.